# Арутюнов, Вардан Яковлевич
Вардан Яковлевич Арутюнов  (1896, Астапат, Армения, Российская империя — 1988) — советский врач-дерматовенеролог, доктор медицинских наук, профессор, основоположник Московского областного дерматологического общества. 

## Биография
Родился в армянском городе Астапат. В 1921 году он поступил на медицинский факультет Бакинского университета, который окончил в 1926 году и был оставлен ординатором в кожной клинике. В 1932 году через стал аспирантом кожной клиники II Московского медицинского института.
В 1939 году там же защитил докторскую диссертацию на тему «Биологический метод лечения мягкого шанкра и пиодермитов». В 1941 году получил  звание профессора.
В 1945 году — директор клиники кожных болезней Московского областного научно-исследовательского института (МОНИКИ) им. М. Ф. Владимирского.
В 1948—1950 годах начальник отдела по борьбе с кожными и венерическими болезнями Министерства здравоохранения СССР.
Под его редакцией были изданы единые схемы лечения гонореи, сифилиса, мягкого шанкра, что сыграло важную роль в снижении заболеваемости заразными видами сифилиса.
Автор 250 научных работ, 10 монографий, 3 руководств. Под редакцией Арутюнова были изданы 400 научных трудов областных врачей. А под его руководством защищено 16 докторских и кандидатских диссертаций, некоторые его ученики стали профессорами.
Был награжден орденом Ленина и медалями.